# Бумажный, Лев Осипович
Лев Осипович Бумажный (10 [23] апреля 1901, Первома́йск — 21 декабря 1980, Москва) — советский архитектор. Член-корреспондент Академии строительства и архитектуры СССР.

## Биография
Лев Бумажный родился 10 (23) апреля 1901 года в Первомайске (ныне Николаевская область Украины). В 1916 году учился в Одесском художественном училище. В 1920 году вступил в ВКП(б). С 1921—1924 годах учился в Москве во ВХУТЕМАСе-Вхутеине, а с 1928 по 1932 год — в Московском архитектурном институте, где его преподавателями были Н. А. Ладовский, А. А. Веснин, А. В. Щусев и И. В. Жолтовский.
В 1932 году вступил в Союз архитекторов СССР. Работал в проектной мастерской № 1 города Москвы. Был заместителем руководителя мастерской И. В. Жолтовского. В 1934 году разработал проекты общежития и клуба-столовой для Московского ветеринарного института в Кузьминках. В 1937 году окончил институт аспирантуры Академии архитектуры СССР. Принимал участие в работе над перспективным планом юго-западного района Москвы. По проекту Бумажного в 1938—1939 годах был построен дом № 73 по проспекту Мира. Этот дом в 1940 году был удостоен премии Моссовета за лучшее жилое здание года. В должности руководителя архитектурно-проектной мастерской Управления жилищного строительства Моссовета занимался проектированием застройки Можайского шоссе, где по его проекту был построен дом (1939, ныне на Кутузовском проспекте). По его проекту также были построены дома в Москве на Ленинском проспекте (1949—1955), на Хорошёвском шоссе (1944—1945) и в Измайлове.
После окончания Великой Отечественной войны работал в Магнитогорске. Под его руководством был спроектирован проспект Металлургов, одна из главных магистралей города. В 1958 году в соавторстве с М. Г. Морозовым написал книгу «Магнитогорск».
В 1957 году избирался членом-корреспондентом Академии строительства и архитектуры СССР. Работал заместителем председателя Московского областного отделения Союза архитекторов СССР, руководителем проектной мастерской, директором НИИ архитектуры жилища, главным специалистом ГлавАПУ. Разработал проект восстановления и реконструкции здания ЦК ВКП(б) на Старой площади в Москве.
Жил в Москве по адресу: улица Чкалова, дом 23/25. Умер 21 декабря 1980 года.

## Награды
- Орден «Знак Почёта» (13.07.1940) — за успешную работу по осуществлению Генерального плана реконструкции Москвы[10]
- Медаль «За оборону Москвы»[3]
- Медаль «За доблестный труд в Великой Отечественной войне 1941—1945 гг.»[3]